# La Mort de Cambyse
La Mort de Cambyse és una pel·lícula muda francesa dirigida per Louis Feuillade, estrenada el 1909.

## Repartiment
- Alice Tissot
- Christiane Mandelys
- Maurice Vinot

## Distribució
Distribuït per la Société des Etablissements L. Gaumont, es va estrenar als cinemes francesos el 18 de desembre de 1909. Als Estats Units, es va estrenar amb el títol Cambyses, King of Persia, i distribuïda el 1909 per la Kleine Optical Company.